# نیم کا تانا
نیم کا تانا (به انگلیسی: Neem-Ka-Thana) یک منطقهٔ مسکونی در هند است که در بخش سیکار واقع شده‌است. نیم کا تانا ۳۶٬۰۰۰ نفر جمعیت دارد و ۴۴۶ متر بالاتر از سطح دریا واقع شده‌است.